# ایران بزرگمهری راد
ایران بزرگمهری راد (۵ شهریور ۱۳۰۹ – ۲ اسفند ۱۳۹۵) بازیگر تئاتر و دوبلور و گوینده پیشکسوت اهل ایران بود.

## فعالیت‌ها
ایران بزرگمهری راد فارغ‌التحصیل دانشسرای تربیت بدنی بود و از سال ۱۳۳۷ دوبله را به‌صورت حرفه‌ای آغاز کرد. وی دوبلور ثابت جین سیمونز و دوریس دی بوده‌است. وی خواهر توران مهرزاد بود و علاوه بر دوبله، در تئاتر و رادیو نیز فعالیت داشته است.

### درگذشت
وی به دلیل سکته مغزی در بیمارستان بستری شد و سرانجام، دوشنبه ۲ اسفند ۱۳۹۵ به علت عفونت حاد ریوی و نارسایی قلبی در بیمارستان پارسا، تهران درگذشت.
پیکر او صبح سه‌شنبه ۳ اسفند ۱۳۹۵ در قطعه هنرمندان بهشت زهرا به خاک سپرده شد.

## گزیده آثار دوبله
| به‌جای            | فیلم / مجموعه               |
| ---------------- | --------------------------- |
| جین سیمونز       | اسپارتاکوس                  |
| جین سیمونز       | المر گنتری (دوبله اول)      |
| جین سیمونز       | این زمین مال من است         |
| جین سیمونز       | ردا (خرقه) (دوبله اول)      |
| جین سیمونز       | دزیره                       |
| جوآن چندلر       | طناب                        |
| لزلی کارون       | بابا غاز                    |
| پائولا پرنتیس    | تازه چه خبر پوسی‌کت؟         |
| روندا فلمینگ     | جدال در اوکی کرال           |
| نامادری سونیا    | جنایت و مکافات              |
| جین پیترز        | زنده‌باد زاپاتا! (دوبله اول) |
| ایرنه پاپاس      | زوربای یونانی               |
| ورا کلوزو        | شیطان صفتان                 |
| مادلین شروود     | گربه روی شیروانی داغ        |
| روزانا اسکیافینو | مردی به‌نام ظهر              |
| دوریس دی         | مردی که زیاد می‌دانست        |
| پروین غفاری      | فریاد نیمه شب               |
| سهیلا            | یک قدم تا مرگ               |
| آنیتا استریندبری | منشی خصوصی پدرم             |
| پولین مورن       | سریال پوآرو، خانم لمون      |
| مادر انریکو      | کارتون بچه‌های مدرسه والت    |